# Daniel Drumz
Daniel Drumz, właściwie Daniel Szlajnda (ur. 1985 w Stalowej Woli), znany również jako DJ Taśmy Trzaski, DJ Taśmy i Dany Drumz – polski DJ i producent muzyczny.
Muzyka Drumza nawiązuje do początków kultury Hip-hop, jednak oprócz tego gatunku, artysta tworzy także w klimatach funk i soul. W 2003 roku zdobył tytuł mistrzowski na Vestax POPDJ 2003. Od 2004 r. koncertował i nagrywał z warszawskim Grammatikiem. Wraz z członkami zespołu Grammatik prowadził także krótkotrwałą wytwórnię muzyczną Frontline Records. Drumz otwierał imprezy dla takich artystów jak De La Soul (USA), Guru (Gang Starr, USA), Jay-Z (USA), Rahzel (The Roots, USA), The Freestylers (UK), Looptroop (Szwecja), Michał Urbaniak. Nagrywał i odbywał jam sessions m.in. z takimi artystami jak Grammatik, Eldo, Leszek Możdżer, Dizkret & The Headnods, czy O.S.T.R.

## Dyskografia
| Albumy - DJ Taśmy - Inna Caribbean Stylee (2004, Daniel Drumz) - DJ Taśmy - Footprints vol. 3 (2005, Daniel Drumz) - DJ Taśmy - Presents: Footprints Vol. 3 (2005, Daniel Drumz) - Daniel Drumz - Electric Relaxation (2006, Daniel Drumz) - Daniel Drumz - Nightsessions At Seventh Floor (2007, Daniel Drumz) - Daniel Drumz - Electric Relaxation Vol. 2 (2009, Daniel Drumz) - Daniel Drumz, Anusz - Rap History 1989 (2010, Rap History Warsaw) - Daniel Drumz, Mr Krime - Music For Night People (2010, Daniel Drumz) - Daniel Drumz, Jim Dunloop, Eldo - Kraktown (2010, JuNouMi Records) - Daniel Drumz - EP (2011, U Know Me Records) - Daniel Drumz - Electric Relaxation Vol. 3 (2012, Daniel Drumz) - Daniel Drumz - Sleepless State Of Mind (2012, U Know Me Records) - Daniel Szlajnda – Order in Chaos (2022, U Know Me Rocords) |  | Inne - Eldo, Bitnix - Człowiek, który chciał ukraść alfabet (2006, Frontline Records) - Dinal - W strefie jarania i strefie rymowania (2006, Step Records) - Emil Blef - Mam taką twarz, że ludzie mi ufają... billing (2008, Vision Music) - The Jonesz - Season One (2008, Asfalt Records) - Ortega Cartel - Lavorama (2009, Sixteen Pads Records) - Eldo - Zapiski z 1001 nocy (2010, My Music) - Ortega Cartel - Podziemne Disco (2010, Sixteen Pads Records) - Teielte - Wooden Love EP (2012, U Know Me Records) - Metro - Antidotum 2. Keep Funk Alive (2012, Queen Size Records) Kompilacje różnych wykonawców - JuNouMi Records EP vol.3 (2003, JuNouMi Records) - Niewidzialna Nerka (2012, S1 Warsaw) |

## Nagrody i wyróżnienia
- 2003:
  - 1. miejsce na eliminacjach Vestax POPDJ - Gdańsk
  - 1. miejsce na finałach Vestax POPDJ - Warszawa
  - 3. miejsce na Mistrzostwach Polski ITF Poland 2003 (Advancement Class) - Kraków
- 2004:
  - 4. miejsce na Mistrzostwach Polski ITF Poland 2004 (Advancement Class) - Warszawa
- 2005:
  - 3. miejsce na ITF Poland 2005 Eliminations (Advancement Class) - Katowice
  - 1. miejsce na ITF Poland 2005 Eliminations (Beat Juggling) - Katowice
  - 5. miejsce na ITF Poland 2005 Finals (Advancement Class) - Kraków
  - 2. miejsce na ITF Poland 2005 Finals (Beat Juggling) - Kraków